# Gisostola
Gisostola is een kevergeslacht uit de familie van de boktorren (Cerambycidae). De wetenschappelijke naam van het geslacht werd voor het eerst geldig gepubliceerd in 1868 door Thomson.

## Soorten
Gisostola omvat de volgende soorten:
- Gisostola bahiensis Martins & Galileo, 1988
- Gisostola melancholica (Thomson, 1857)
- Gisostola nordestina Galileo & Martins, 1987
- Gisostola quentini Martins & Galileo, 1989